# サッカーボール

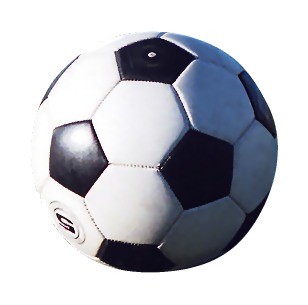
一般的にイメージされる切頂二十面体のサッカーボール。黒い五角形のパネル12枚と白い六角形のパネル20枚で構成される。

サッカーボール（Soccer ball）は、サッカーで使用されるボール。

## ルール
サッカーのボールに関するルールの取り決めはLaw of the Game（日本サッカー協会では「サッカー競技規則」）の第2条「ボール」（The Ball）に定められている。

### 品質と規格
第2条.1には品質と規格が定められている。
- 球形であること
- 適切な材質であること
- 外周は70cm（28インチ）以下、68cm（27インチ）以上であること
- 重さは試合開始時に450g（16オンス）以下、410g（14.6オンス）以上であること
- 空気圧は海面の高さの気圧で0.6〜1.1気圧であること

公式競技会の場合は、FIFAクオリティプロ、FIFAクオリティ、国際試合ボール基準のいずれかのロゴが付いたボールでなければならない。

### 欠陥が生じたボールの交換
第2条.2には欠陥が生じたボールの交換が定められている。
- プレーは停止される。
- プレーは、もとのボールに欠陥が生じた場所で、交換したボールをドロップして再開される。

キックオフ、ゴールキック、コーナーキック、フリーキック、ペナルティーキック、またはスローインのときに、ボールに欠陥が生じた場合は、プレーの再開を再度やり直す。また、ペナルティーキックまたはペナルティーマークからのキックの途中で、ボールが前方に動き、他の競技者またはクロスバーまたはゴールポストに触れる前に欠陥が生じた場合は、ペナルティーキックを再び行う。
なお、試合中、ボールは主審の承認がなければ交換できない。2020年11月に行われた日本とメキシコの国際親善試合では後半途中から霧により著しく視界が悪くなったため赤い蛍光色のカラーボールに交換された。

### 追加のボール
第2条.3では追加のボールについて定められており、追加のボールはすべてフィールド外に配置されるが、その使用は主審のコントロール下で管理される。

### 例外事項
ただし、16歳未満の競技者・女子・35歳以上のカテゴリーにおいては以下を大会の競技規則で修正できる。
- 大きさ
- 重さ
- 材質

また、試合や大会によっては複数個の予備球をあらかじめ用意しておき、試合球の回収に時間が掛かる場合などに主審の明示的許可を経ずボールを交換できるようになっている（いわゆるマルチボールシステム）。ただし、予備球はいずれも上記のボールの条件を満たすものでなければならず、また全てのボールは主審の管理下にあるものとみなされる。

## 具体的仕様

### 外部パネル

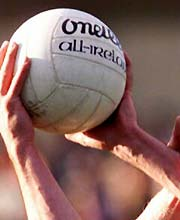
ゲーリックフットボールのボール

創成期から1960年代まで、サッカーボールは、12枚ないしは18枚の細長い革で構成されているボールが一般的であった。これはゲーリックフットボールの球体の構造に近い。
一方、当時、既にヨーロッパでは五角形と六角形を組み合わせた亀甲型のボールが存在したが、サッカーボールに応用されるようになったのは1960年代である。1961年（昭和36年）に日本のモルテンの営業マンがヨーロッパにある亀甲型のボールを話を小売店で聞き、これをデザイン化して意匠登録し、まず、1962年（昭和37年）に亀甲型のハンドボールが発売された。
さらに1964年（昭和39年）にはモルテンの営業マンが亀甲型のカラーボールをドイツで見たことをきっかけに新しいデザインのボールの開発が進められた。こうして1966年（昭和41年）に白黒の亀甲型のサッカーボールが日本で発売された。1960年代半ばまでサッカーボールは世界的にも茶色一色のものが多かった。当時、モノクロのTV放送が普及したこともあり、従来の白や茶色ではなく、見やすい白黒に色分けされたという。こうして黒の五角形12枚と、白の六角形20枚のパネルで構成された切頂二十面体のボールが登場した。この構造のボールには縫い合わせの辺が90あるが、ボールのコントロール性の大きな要素になっている。
ワールドカップでは1970年のメキシコ大会から、この白と黒のボール「テルスター」が採用されている。これはアディダス社が大会のスポンサーとなり、モルテン社制作のOEM契約によるボールの提供を始めたのと一致する。この形状はアディダス以外のメーカーでも一般的に採用されるようになり、サッカーボールといえばこの形状を指すようになった。以来長期にわたり、表面のデザインは変更されつつも、五角形と六角形の組み合わせが採用され続けた。
2006年のドイツ大会でアディダス社が提供する「チームガイスト」はこれまでのボールの形状と全く構造を異にしている。このボールの外部パネルはプロペラ状のパネル6枚とローター状のパネル8枚の計14枚で構成されており、より真球に近い形状にするためのデザインが施されているほか、パネルの組み立ては手縫いではなく溶着技術（技術はモルテンが開発）が導入されている。
パネルの数が減るにつれ、ボールの飛び方が安定するという考察がある。パネル同士のつなぎ目の溝の長さが短くなってボールが球体に近くなること、さらに重さの偏りも減らせるということが、その理由として挙げられている。ただ、ジャブラニは2種類の形が異なるパネルの組合せであり、これが飛球時に「ブレ球」が多いとされる原因ではないかという指摘もある。ブラズーカは同じ形のパネルのみで構成されている。

### 皮革
昔のサッカーボールは牛の天然革皮で作られていた。そのため、雨などで水分を吸収すると重くなった。1986年のメキシコ大会から人工皮革製のサッカーボールが使用されるようになり、天候による影響を受けにくくなった。

### サッカーボールの区分
- 1号球： -
- 2号球： -
- 3号球：小学校低学年以下用、小学生フットサル用
- 4号球：小学生用、中学・高校・大学・一般フットサル用
- 5号球：中学・高校・大学・一般用

### ICチップ内蔵サッカーボール
ゴールやラインを超えたかどうかの審判のミスを防ぐために、ICチップ内蔵サッカーボールの使用が検討されている。2005年にペルーで開催されたFIFA U-17世界選手権大会では、アディダスが開発したICチップ内蔵サッカーボールが試験的に使用されたが、誤作動が多く、2006 FIFAワールドカップドイツ大会での採用は見送られた。

## 生産

### 生産国
世界で生産される手縫いのサッカーボールの70%から80%程度が、パキスタンで製造されている。パキスタンでの製造が多い理由として、1947年までイギリスの植民地であったこと、外部パネルの原料となる皮革と内部を膨らませる膀胱を供給する牛がたくさんいたこと、特にヒンドゥー教国である隣のインドと比較してイスラームがマジョリティであるパキスタンでは牛の屠殺に対して抵抗がなかったことが挙げられる。サッカーの黎明期となる19世紀末まではこれらの原料をイギリスに輸送したうえで生産が行われていたが、完成品をパキスタンで作る方がコストを省けることが分かったため20世紀に入るとパキスタン、特にスィアールコート（シアルコット）地域において製造が増大した。

### 児童労働の排除
こうした手縫いのサッカーボールの製造は長らく家内制手工業によって支えられてきた。スィアールコートで生産されるサッカーボールは有力スポーツメーカーに納められ、世界シェアの75%を占めるほどの生産高となった。しかし、1996年のILOの調査により、スィーアールコートの約7,000人の子供が、ほとんど学校に行かないまま児童労働に従事していることが判明。事態を憂慮したFIFAは、国連児童基金（UNICEF）と同意の上1998年のワールドカップフランス大会から児童の労働によって生産された手縫いのサッカーボールを使用しないことを決定。サッカーボールの生産の場から児童労働の排除が行われるきっかけとなった。

## 公式試合球

### FIFAワールドカップ

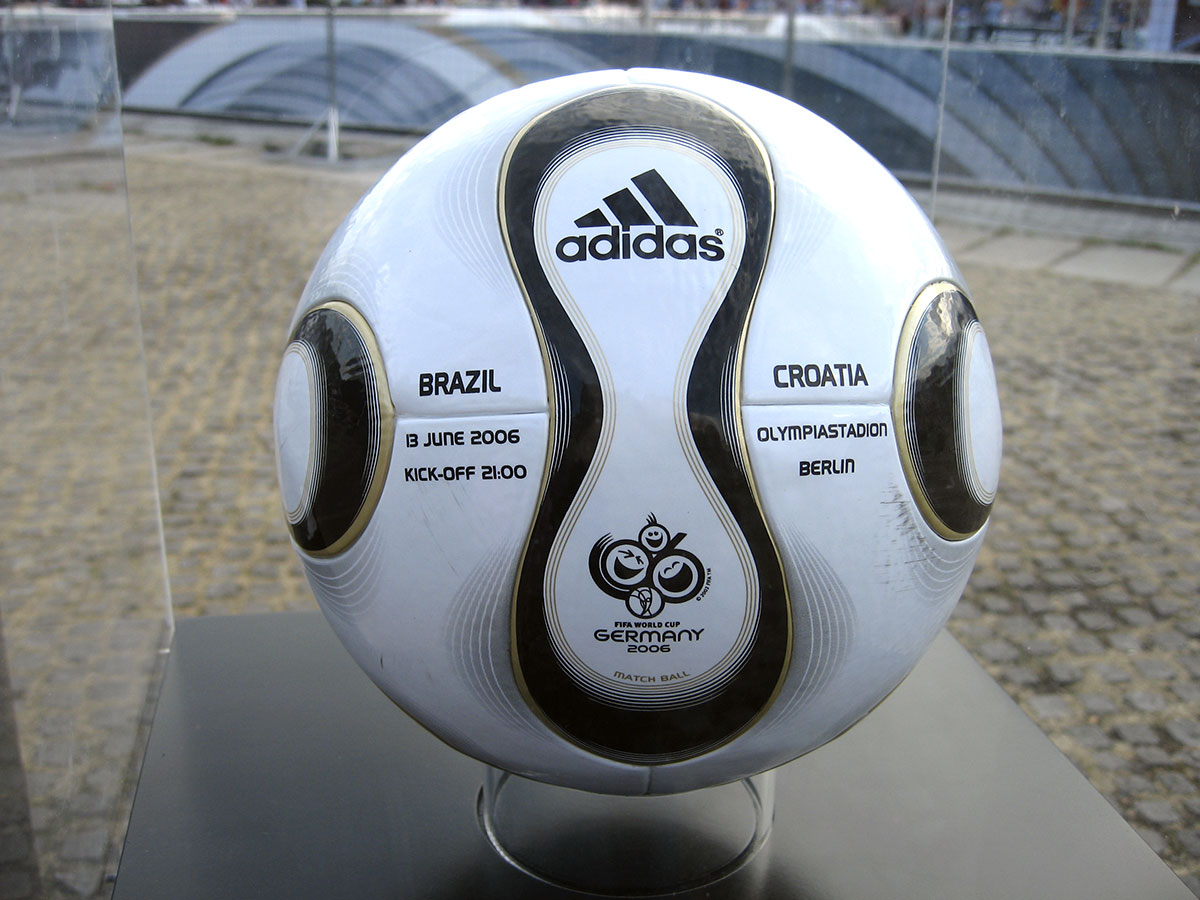
+Teamgeist

- 1970年: テルスター
- 1974年: テルスター・デュラスト
- 1978年: タンゴ
- 1982年: タンゴ・エスパーニャ
- 1986年: アステカ
- 1990年: エトルスコ・ユニコ
- 1994年: クエストラ
- 1998年: トリコロール
- 2002年: フィーバーノヴァ
- 2006年: チームガイスト
- 2010年: ジャブラニ
- 2014年: ブラズーカ
- 2018年: テルスター18
- 2022年: アル・リフラ